# 有森也実
有森 也実（ありもり なりみ、1967年12月10日 - ）は、日本の女優である。本名同じ。
神奈川県横浜市生まれ。スペースクラフト・エンタテインメント所属を経てフリー。

## 略歴
明治大学付属中野高等学校定時制卒業。
中学3年生の時にファッション雑誌 Mc Sisterの専属モデルとなり、芸能界デビュー。
1986年、ミニシアター系映画『星空のむこうの国』にヒロインとして出演、映画デビューした。同年、『キネマの天地』でもヒロイン役を演じ、1987年、第29回ブルーリボン賞新人賞、第10回日本アカデミー賞新人俳優賞を受賞した。
1991年放送のテレビドラマ、『東京ラブストーリー』（フジテレビ）への出演でも注目された。その後も女優としての活動を続け、主に助演としての出演のほか、森光子主演の『放浪記』などで舞台女優も務めている。
2002年に出版された自身の写真集ではセミヌードを披露したほか、同年公開の映画『新・仁義の墓場』でも大胆な濡れ場を演じた。
2020年5月末でスペースクラフトを退社しフリーとなる。

## エピソード
- 東京ラブストーリーでの、優柔不断な役どころから、嫌われ女優となり、事務所に脅迫状やカミソリ入りの手紙まで送られている。なお、手紙は事務所のスタッフが整理した上で有森の元に届けたため、有森本人が脅迫状などを直接手にすることはなかった[5]。
- 特技はバレエ、ダンス。バレエは5歳で始め、2013年現在も続けている[2]。
- 清楚で優等生のイメージがあるが、有森本人の性格は「酒豪」で「カラオケが大好き」でサバサバとした性格とのこと[6]。
- 恋愛に積極的で「仕事が終わって彼氏の家に行って、彼氏と24時間唇が腫れるまでキスをした」、「彼氏が骨折で入院した時に、毎日長い文章の手紙を送り続けて彼氏がストレスで胃潰瘍」になったなど、「ドラマと実際のキャラクターに差がある」ことが原因で、恋愛が短期間で終わることが多々あった[7]。
- 生放送で波田陽区が好きだと告白したことがあった。波田を好きになった理由が「地方ロケに行って波田をテレビで見て疲れが吹っ飛んだ」とのこと。有森本人はメールアドレスを波田に教えるつもりであったという[7]。
- 『ライオンのごきげんよう』出演時に、2012年現在の悩みは老眼だと話した[8]。

## 出演

### テレビドラマ

#### NHK
- 銀河テレビ小説
  - 悲しみだけが夢をみる（1988年） - 中村伸子 役
- 大河ドラマ
  - 翔ぶが如く（1990年） - 芦名千絵 役
  - 秀吉（1996年） - 明智煕子 役
- はやぶさ新八御用帳（1993年 - 1994年） - お鯉 役
- 銃口（1997年）
- 弁慶 怪力無双の荒法師!（1997年） - 玉虫 役
- 連続テレビ小説
  - あすか（1999年 - 2000年） - 瀬川洋子 役
  - ゲゲゲの女房（2010年） - 宇野輝子 役
- 一絃の琴（2000年） - 望月依子 役
- 少年たち2（2001年） - 江守恵利 役
- 御宿かわせみ（2005年） - 五井和世 役
- コンカツ・リカツ（2009年） - 浅井麻紀子 役
- 塚原卜伝（2011年） - 美津 役
- 小暮写眞館（2013年、BSプレミアム） - 牧田怜子 役
- 天使とジャンプ（2013年） - 由紀子 役
- 珈琲屋の人々（2014年4月 - 5月、BSプレミアム） - 石田真知子 役
- ガタの国から（2017年、BSプレミアム） - 外村彩也子 役

#### 日本テレビ
- 名門私立女子高校（1984年）
- 卒業-GRADUATION-（1985年）
- このままじゃ、ボクの将来知れたもの（1986年）
- 木曜スペシャル「青春を東海岸にかけた野郎たち! アメリカン・ランナウェイ」（1987年）
- 明日-1945年8月8日・長崎（1988年8月9日） - 福永亜矢
- 女たちの百万石（1988年） - 春香院
- 八百八町夢日記（1990年） - あや
- 源義経（1991年） - うつぼ
- ジェラシー（1993年） - 杉村（尾崎）美紀
- 外科医有森冴子（2000年） - 藤木茜
- 金田一少年の事件簿（2001年） - 安岡真奈美
- フレーフレー人生!（2001年） - 大杉詩織 役
- 五つ星ツーリスト〜最高の旅、ご案内します!!〜（2015年） - 大河原百合
- 火曜サスペンス劇場
  - 浅見光彦ミステリー1（1987年） - 稲田佐和
  - わが町（1992年 - 1998年） - 森田繭
  - 名無しの探偵12（1996年） - 加賀野光希
  - 追跡2（1997年） - 木村由香
  - 弁護士・朝日岳之助17（2002年） - 山野容子
  - 取調室（2001 - 2003年） - 水木直子
  - 幻の女（2003年2月11日） - 奥野加世子（矢野和枝）役[9]
  - 北ホテルシリーズ（2004 - 2005年） - 片山薫
- トップナイフ-天才脳外科医の条件-（2020年2月29日 - ） - 今出川里美 役

#### TBS
- 中卒・東大一直線 もう高校はいらない!（1984年）
- OH!わが友よ（1985年）
- 早春物語〜私、大人になります〜（1986年）
- 江戸を斬るVII（1987年） - お京 役
- 忠臣蔵・女たち・愛（1987年） - はる 役
- ガキ大将がやってきた（1987年） - 姉・みわ 役
- ザ・ロードショー
  - 金田一耕助の傑作推理「不死蝶」（1988年） - 鮎川マリ / 君江 役（二役）
- カラダ記念日（1989年）
- 鎌倉ペンション物語（1989年）
- 明日さがし（1990年）
- 源義経（1990年） - 扇御前 役
- トップスチュワーデス物語（1990年） - 林みくり 役
- ルージュの伝言（1991年）
- 泣きたい夜もある（1993年）
- HOTEL（1994 - 1995年） - 佐藤圭子 役
- 花王 愛の劇場
  - 明日さがし（1990年）
  - 空への手紙（1999年） - 大空陽子 役
- ぼくが地球を救う（2002年） - 大宮マチ子 役
- ケータイ刑事 銭形愛（2003年） - 浅沼麗子 役
- がきんちょ〜リターン・キッズ〜（2006年） - 夏川楓 役
- ハンチョウ〜神南署安積班〜（2010年） - 舟岡美和子 役
- 専業主婦探偵〜私はシャドウ（2011年） - 幸田明美 役
- 浪花少年探偵団（2012年） - 宮下千枝子 役
- なるようになるさ。（2013年） - 沢木克子 役
- 月曜ドラマスペシャル
  - 松本清張作家活動40周年記念・迷走地図（1992年） - 佐伯昌子 役
  - 松本清張サスペンス 黒い画集・証言（1992年） - 梅谷千恵子 役
  - 浅見光彦シリーズ第7作「風葬の城」（1996年） - 安達理紗 役
  - 森村誠一サスペンス「迷路」（1997年12月8日）　- 中島僚子 役
- 月曜ミステリー劇場
  - 十津川警部シリーズ24（2002年） - 片山みゆき 役
  - 探偵 左文字進6（2002年） - 佐野直美 役
- 月曜ゴールデン
  - 追跡〜失踪人捜査官・石森新次郎（2008年） - 菊村あずみ 役
  - 狩矢警部シリーズ5（2009年） - 菊乃 役
  - 財務捜査官 雨宮瑠璃子7（2012年） - 三原佐和子 役
  - 松本清張没後20年スペシャル・寒流（2013年） - 沖野蓉子 役
- 月曜名作劇場
  - 警視庁機動捜査隊216VIII「傷痕」（2017年） - 戸田芳恵 役
- 日曜劇場
  - 99.9-刑事専門弁護士- SEASON II（2018年） - 岩村梢 役[10]

#### フジテレビ
- クルクルくりん（1984年） - 麻衣 役
- 花王名人劇場（関西テレビ）
  - 裸の大将放浪記　第22話「清と赤い自転車」（1987年5月24日） - 駅弁の売り子・さくら
- あなたが欲しい (テレビドラマ)（1989年） - 神田珠美 役
- 東京ラブストーリー（1991年） - 関口さとみ 役
- 都合のいい女（1993年） - 南佐知子 役
- 愛と疑惑のサスペンス「偽りのイヤリング」（1994年、関西テレビ）
- 最高の片思い（1995年） - 関本法子 役
- こいまち（1999年） - 横田智恵 役
- 天使の代理人（2010年） - 沢村佳那子 役
- 七人の敵がいる! 〜ママたちのPTA奮闘記〜（2012年） - 葉山まどか 役
- ほっとけない魔女たち（2014年） - 神崎由美 役
- 世にも奇妙な物語
  - 第2シリーズ「伝言板」（1991年） - 大野由美
- 金曜エンタテイメント
  - 名探偵 明智小五郎4 「吸血鬼」（1999年） - 畑柳倭文子 役
  - スチュワーデス刑事4（2000年） - 宮島ひとみ 役
- 金曜プレステージ
  - 外科医 鳩村周五郎 闇のカルテ2（2006年） - 竹中美加子 役
  - 津軽海峡ミステリー航路6（2007年） - 真鍋優子 役
  - 赤い霊柩車シリーズ23（2008年） - 井上未知子 役
  - 悪党（2012年） - 前畑紀子 役
  - 検事・霞夕子5（2013年） - 権藤美也子 役
- 郷土の偉人シリーズ（テレビ熊本）
  - 四賢婦人 矢嶋楫子とその姉たち〜女性の扉を開けた信念の人〜（2009年11月1日） - 主演・矢嶋楫子 役
- 赤と黒のゲキジョー
  - 森村誠一女のサスペンス 海の斜光（2014年） - 二宮紗江 役
- 南くんの恋人〜my little lover（2015年） - 南笑子 役
- 監察医 朝顔 第7話（2019年） - 白川亜里沙 役
- 悪魔の手毬唄〜金田一耕助、ふたたび〜（2019年） - 司咲枝 役

#### テレビ朝日
- 雪国（1989年）
- ララバイ刑事（1991 - 1992年） - 椎名深雪
- HTBスペシャルドラマ「君といた街角」（1997年、北海道テレビ放送）
- 29歳の憂うつ パラダイスサーティー（2000年）
- 京都迷宮案内（2001年） - 安達明子
- はぐれ刑事純情派（2001年） - 津川恵子
- 子連れ狼（2002年） - 立花小夜
- スカイハイ（2003年） - 須藤幸恵
- おみやさん（2003年） - 水野英津子
- 科捜研の女（2004年） - 槙村有紀
- さくら署の女たち（2007年） - 立花佐和子
- 吉原炎上（2007年） - 左京
- その男、副署長〜京都河原町署事件ファイル〜（2008年） - 赤沢真美子
- 京都地検の女 第8シリーズ（2012年） - 真下朋子
- 最強のふたり〜京都府警 特別捜査班〜（2015年） - 水原公子
- 検事の死命（2016年） - 仁藤房江
- 土曜ワイド劇場
  - 法医 歯科学の女3（1999年） - 藤井めぐみ
  - おばはん刑事!流石姫子5（2000年） - 大石美佐子
  - 牟田刑事官VS終着駅の牛尾刑事1（2001年） - 堂本和寿美
  - 事件記者冴子の殺人スクープ3（2003年） - 平田たまき
  - 保険調査員ハナコ・時価一億円の女（2006年） - 赤村沙紀
  - 混浴露天風呂連続殺人26（2007年） - 橘雪江
  - 変装捜査官・麻生ゆき3（2007年） - 雨ノ宮萌子
  - 西村京太郎トラベルミステリー49（2008年） - 八木沢京子
  - 100の資格を持つ女〜ふたりのバツイチ殺人捜査〜2（2009年） - 島崎弥生
  - 棘の街（2011年） - 上杉朋絵
  - 温泉 (秘) 大作戦12（2013年） - 佐野満子
  - 警視庁捜査一課長〜ヒラから成り上がった最強の刑事!5（2015年） - 志村尚美
- 日曜プライム 再捜査刑事・片岡悠介11（2018年） - 沢木佳乃 役

#### テレビ東京
- 徳川剣豪伝 それからの武蔵（1996年）
- 次郎長三国志（2000年） - お米 役
- 逃亡者 おりん（2007年） - おせん 役
- よろずや平四郎活人剣（2007年） - おこま 役
- 大魔神カノン（2010年） - あかり 役
- 模倣犯（2016年） - 日高道子 役
- 執事 西園寺の名推理2 第6話（2019年） - 笹塚はるみ 役
- ゲキカラドウ（2021年） - 谷岡一美 役
  - ゲキカラドウ2（2023年）
- 女と愛とミステリー
  - 多摩南署たたき上げ刑事・近松丙吉1（2001年） - 田沼美枝子 役
  - ヤメ検弁護士・英剛直（2002年） - 仁科恭子 役
- 水曜ミステリー9
  - 密会の宿3（2005年） - 新庄友枝 役
  - 鉄道警察官・清村公三郎4（2007年） - 大井万智 役
  - 港町人情ナース2（2007年） - 飯倉佐和子 役
  - カメラマン亜愛一郎の迷宮推理（2013年） - 黒瀬美也子 役
- 月曜プレミア8
  - 今野敏サスペンス 暁鐘 警視庁強行犯係・樋口顕（2022年4月4日） - 神谷幸江 役

#### WOWOW
- 配達されたい私たち（2013年） - 岡江ミソノ 役

### 映画
- テラ戦士ΨBOY（1985年）
- 星空のむこうの国（1986年） - 主演・理沙 役
- キネマの天地（1986年） - 主演・田中小春 役
- 男はつらいよ 幸福の青い鳥（1986年） - 観光客 役
- バツ&テリー（1987年） - 白木アン 役（アニメ声優）
- 夢の祭り（1989年） - 水野ちよ 役
- 226（1989年） - 丹生すみ子 役
- 激動の1750日（1990年） - 若竹美佐子 役
- She's Rain（1993年）
- 部屋とYシャツと私 （1993年） - 倉持美紀 役
- ブルーフェイク（1997年） - 宮園綾香 役
- 新・仁義の墓場（2002年6月22日、大映）
- 小森生活向上クラブ （2008年） - 小森妙子 役
- 育子からの手紙（2010年）
- たとえば檸檬（2012年）
- 赤々煉恋（2013年） - 祥子 役
- チーム・バチスタFINAL ケルベロスの肖像（2014年） - 船橋律子 役
- 五つ星ツーリスト THE MOVIE 〜究極の京都旅、ご案内します!!〜（2015年） - 大河原百合 役
- いぬむこいり（2017年） - 主演[11]
- ねばぎば 新世界（2021年） - 須賀田琴音 役
- 天上の花（2022年冬、太秦）[12]
- GOLDFISH（2023年）[13]
- 青春ジャック 止められるか、俺たちを2（2024年）[14]
- 長崎-閃光の影で-（2025年） - 田中チヨ 役[15][16]
- ソーゾク（2025年公開予定） - 田中聡美 役[17]

### 配信映画
- ナックルガール（2023年11月2日、Amazon Prime Video） - 橘蘭の叔母 役 [18]

### 舞台
- 洒落男たち〜モダンボーイズ〜（1994年）
- 華岡青洲の妻
- きららの指輪たち
- 頭痛肩こり樋口一葉
- 私のなかの見えない炎
- 新橋ラプソディー
- 放浪記（2003年・2005年 - 2009年） - 悠起 役
- GACKT 眠狂四郎無頼控（2010年）
- 化粧
- かへり花（2024年）[19]
- 片づけたい女たち（2024年）[20]
- フラガール -dance for smile-（2025年）[21]
- 鬼灯町鬼灯通り三丁目（2025年公演予定）[22]

### バラエティ番組
- マネースクープ（フジテレビ、2014年10月13日 - ） - マネースクーパー

### 教養番組
- 趣味悠々 花を描く 中島千波の日本画基礎講座（NHK教育、2002年）

### ドキュメンタリー
- ヨーロッパ水風景 ハンガリー・スロバキア・オーストリア ドナウ川クルーズの旅（2013年、テレビ東京・BSジャパン） - ナビゲーター

### ラジオ
- 有森也実の今日も猫日和（2003年、エフエム東京）

### CM
- はまつグループ会津平安閣（198?年）
- 日清食品 中華そば「らうめん」（1987年）
- タケダ 漢方便秘薬（1987年?）
- 花王 パーマヘア（1988年?）
- ソニー V（1990年）
- 資生堂 リキッドファンデーション（1991年）
- 黄桜酒造 生酒本醸造、呑（1995年 - 1998年）
- トヨタホーム（1995年 - 1996年）
- 白子のり
- 全日警
- ハウス食品 こくまろ（2011年）
- コスモ石油（2021年）

## 書籍
- 有森也実 春夏爽やかな手編み（2000年3月、ブティック社、ISBN 978-4-8347-1523-1）

### 写真集
- 夜想曲 ノクターン（1988年12月、講談社、ISBN 4-06-101634-2）
- 第二楽章 肖像画（1990年11月、講談社、ISBN 4-06-103112-0）
- 有森也実写真集（2002年5月、ワニブックス、ISBN 4-8470-2709-4）